# S Ori 70
S Ori 70 (auch als S Ori J053810.1−023626, S Orionis 70 oder 2MASS J0538101−023626 bezeichnet) ist ein interstellares Objekt im Sternbild Orion bei den Koordinaten α = 5h 38m 10s, δ = −2° 36′ 26″. Die Natur von S Ori 70 ist bisher nicht geklärt und Gegenstand aktueller Forschungen; es könnte sich sowohl um ein junges Objekt planetarer Masse als auch um einen Braunen Zwerg handeln.
S Ori 70 wurde im Jahr 2002 von Zapatero Osorio und Anderen im Rahmen einer Untersuchung des Sigma-Orionis-Haufens entdeckt, einem jungen Offenen Sternhaufen, der etwa 440 Parsec (rund 1400 Lichtjahre) entfernt ist. Es ist nicht geklärt, ob das Objekt Teil dieses Sternhaufens ist. Falls man die Zugehörigkeit zum Sigma-Orionis-Haufen voraussetzt, so ergibt sich aus den photometrischen und spektroskopischen Eigenschaften des Objektes mit Hilfe von Modellen eine Masse von deutlich unter 13 Jupitermassen, womit es sich um ein Objekt planetarer Masse handeln würde. Falls das Objekt hingegen nicht Teil des Sternhaufens ist, so handelt es sich um einen Braunen Zwerg der Spektralklasse T6. Sollte die erste Hypothese zutreffen, so ergeben Modellrechnungen eine grobe Abschätzung der Masse des Himmelskörpers von etwa 3 Jupitermassen und einen Radius von rund 1,6 Jupiter-Radien.
Die Position von S Ori 70 verschiebt sich aufgrund seiner Eigenbewegung jedes Jahr um 0,011 Bogensekunden.